# St. Johannes der Täufer (Lüdermünd)

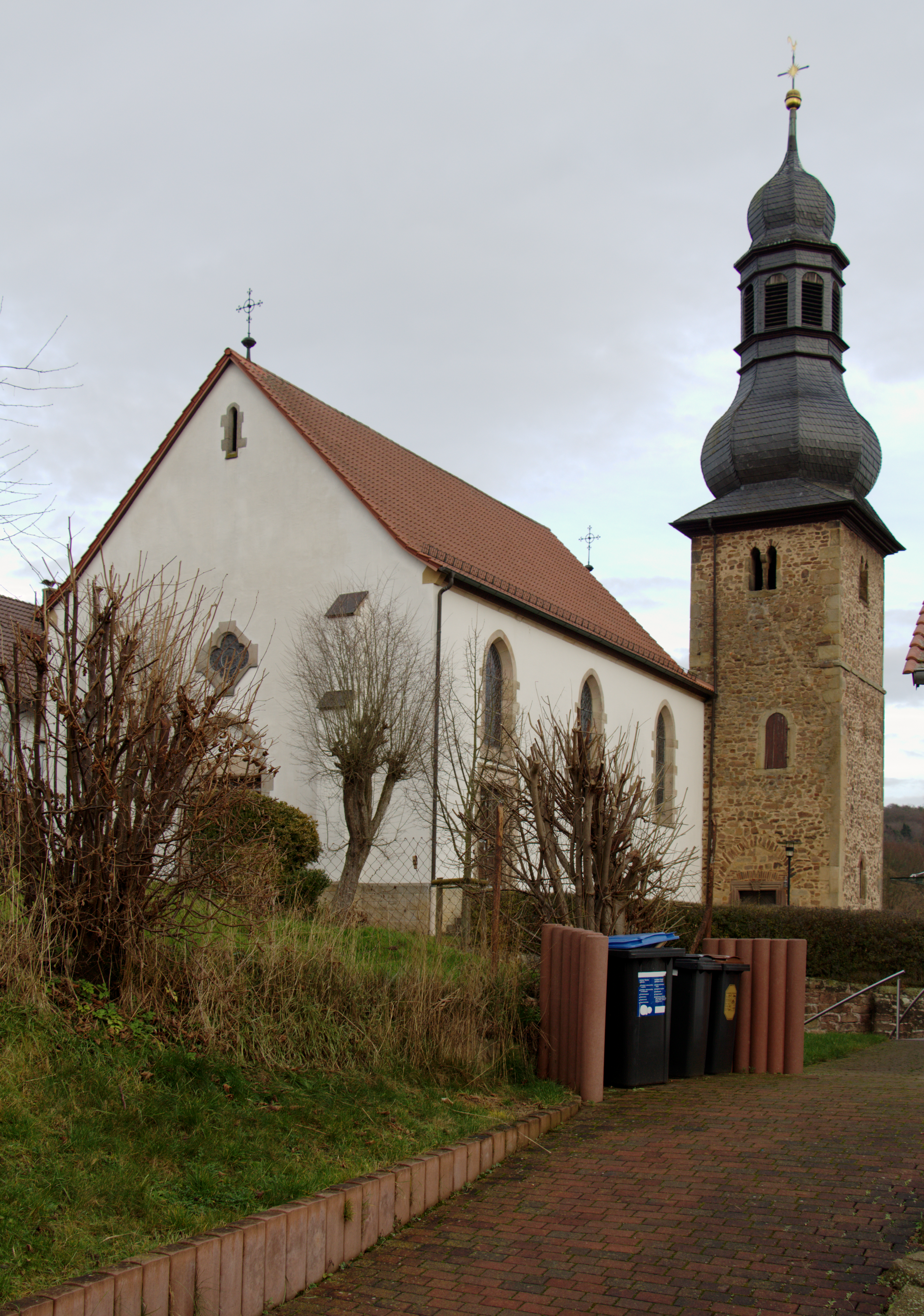
St. Johannes der Täufer in Lüdermünd

Die römisch-katholische Pfarrkirche St. Johannes der Täufer ist ein denkmalgeschütztes Kirchengebäude in Lüdermünd, einem Stadtteil von Fulda im Landkreis Fulda in Hessen. Die Filialkirche gehört zur Pfarrei St. Rochus (Gläserzell) im Pastoralverbund St. Rochus Fulda im Dekanat Fulda des Bistums Fulda.

## Beschreibung
Die neugotische Saalkirche wurde 1891/92 nach einem Entwurf von Arnold Güldenpfennig gebaut. Das Kirchenschiff hat im Osten einen eingezogenen fünfseitigen Chor, der im Süden vom quadratischen, dreigeschossigen Kirchturm aus steinsichtigen Bruchsteinen des Vorgängerbaus flankiert wird. Sein Erdgeschoss ist mit einem Kreuzgratgewölbe überspannt. Im obersten Geschoss, hinter den als Biforien gestalteten Klangarkaden befindet sich der Glockenstuhl mit zwei Kirchenglocken. Die barocke, geschweifte Haube, auf der eine Laterne sitzt, erhielt er 1779. Die Kirchenausstattung aus der Erbauungszeit ist fast komplett erhalten.